# Nattawat Jirochtikul
Nattawat Jirochtikul (tiếng Thái: ณัฐวรรธน์ จิโรชน์ธิกุล, phiên âm: Na-tha-quát Chi-rót-thi-cun; sinh ngày 18 tháng 10 năm 2004), được biết đến với biệt danh Fourth (tiếng Thái: โฟร์ท), là một diễn viên người Thái Lan thuộc GMMTV và là ca sĩ thuộc Riser Music. Anh bắt đầu sự nghiệp của mình khi tham gia và giành chiến thắng trong cuộc thi thực tế của đài là Thailand School Star 2019. Năm 2021, anh ra mắt diễn xuất với vai Glakao trong bộ phim chuyển thể từ phim Boys Over Flowers của Thái Lan , F4 Thailand: Boys Over Flowers. Fourth được biết đến với vai chính Gun trong My School President (2022). 

## Cuộc sống và giáo dục
Nattawat sinh ra tại Bangkok, Thái Lan vào ngày 18 tháng 10 năm 2004. Anh là người Thái Lan mang dòng máu Trung Quốc, Việt Nam. Mẹ anh đến từ tỉnh Isan của Sakon Nakhon. Anh được đặt biệt danh là Fourth vì anh sinh ra vào đúng ngày sinh nhật lần thứ 200 của Vua Rama IV. 
Anh tốt nghiệp trường Cao đẳng Saint Gabriel's College bằng cách vượt qua kỳ thi tương đương lớp mười hai và Hiện nay anh đang là sinh viên năm ba khoa luật  Đại học Chulalongkorn.

## Sự nghiệp

### 2019–2021: Bắt đầu sự nghiệp
Vào tuổi mười lăm, Fourth đã tham gia cuộc thi truyền hình thực tế ThaiLand School Star 2019 của GMMTV. Anh và Earn Preeyaphat Lorsuwansiri đã được chọn là người chiến thắng, cả hai đều ký hợp đồng độc quyền với GMMTV.
Năm 2021, Fourth ra mắt truyền hình với vai Glakao Jundee, em trai của Gorya do Tontawan Tantivejakul thủ vai trong bộ phim chuyển thể từ phim Boys Over Flowers của Thái Lan, F4 Thái Lan: Boys Over Flowers. Anh cũng xuất hiện thoáng qua với vai học sinh trung học của Pat và Pran trong Bad Buddy Series (2021).

### 2022–2023: Đột phá vớiMy School PresidentvàMoonlight Chicken
Vào tháng 12 năm 2022, Fourth đã đóng vai chính đầu tiên của mình là Gun trong phim My School President (2022). Gun là trưởng nhóm câu lạc bộ âm nhạc của trường trung học và anh là mối tình của chủ tịch hội học sinh, Tinn do Norawit Titicharoenrak (Gemini) thủ vai.
Trong Midnight Series: Moonlight Chicken, được phát sóng vào đầu năm 2023 khi My School President vẫn đang tiếp diễn, Fourth vào vai Li Ming, cháu trai của chú Jim ( Pirapat Watthanasetsiri ) và là người yêu của Heart (cũng do Norawit Titicharoenrak thủ vai). Sự nổi tiếng bùng nổ của My School President đã đưa Fourth lên tầm cao mới và dẫn đến một số buổi họp mặt người hâm mộ giữa dàn diễn viên của chương trình và người hâm mộ trên khắp các quốc gia châu Á. Vào giữa năm 2023, Fourth đã đảm nhận lại vai Gun trong hai tập của phim Our Skyy 2.
Fourth và Gemini nhanh chóng trở nên nổi tiếng với cái tên "GeminiFourth", được biết đến với danh "tân binh khủng long" của GMMTV, hai diễn viên thường xuyên xuất hiện cùng nhau trong các bộ phim lãng mạn và còn tham gia các buổi hòa nhạc, buổi họp mặt người hâm mộ, sự kiện quảng bá, phỏng vấn cùng nhau. Vào tháng 6 năm 2023, Fourth và Gemini đã tham gia buổi hòa nhạc nhóm Love Out Loud Fan Fest 2023: Lovolution cùng với các nghệ sĩ GMMTV khác. Vào tháng 8, họ đã tổ chức buổi hòa nhạc đầu tiên cùng nhau, Gemini Fourth My Turn Concert. Do sự quan tâm quá lớn đối với vé hòa nhạc, một ngày thứ hai đã được thêm vào, khiến sự kiện kéo dài hai ngày.
Vào ngày 24 tháng 10 năm 2023, Fourth đã biểu diễn tại The Filipino Festival, một sự kiện văn hóa được tổ chức tại Manila cùng với một số cuộc thi sắc đẹp.

### 2024–2025: RISER MUSIC,My Love Mix-Up!và chuyến lưu diễn hòa nhạc Run the World
Fourth ban đầu được xác định sẽ xuất hiện cùng Norawit Titicharoenrak (Gemini) trong phim tình cảm con gái 23.5 (2024), nhưng vào tháng 7 năm 2023, có thông báo rằng họ đã rút khỏi phim để chuẩn bị cho vai diễn của mình trong một loạt phim mới. Vào tháng 10 năm 2023, trong buổi họp báo của GMMTV 2024 Up & Above Phần 1 , có thông báo rằng Fourth và Gemini sẽ đóng vai chính trong My Love Mix-Up! เขียนรักด้วยยางลบ (2024), dựa trên bộ truyện tranh Nhật Bản Kieta Hatsukoi. Chương trình bắt đầu quay vào tháng 1 năm 2024 và sau đó được công chiếu vào ngày 7 tháng 6 năm 2024.
Vào tháng 2 năm 2024, Fourth được tiết lộ là một nghệ sĩ mới thuộc RISER MUSIC. Vào tháng 3, anh ấy đã phát hành đĩa đơn "เทคะแนน (Candidate)" dưới nhãn hiệu mới.
Vào tháng 4 năm 2024, tại buổi họp báo GMMTV 2024 Up & Above Phần 2 , Fourth đã được công bố là một phần của dàn diễn viên cho phiên bản chuyển thể của Scarlet Heart Thailand.
Vào mùa hè năm 2024, Fourth một lần nữa tham gia buổi hòa nhạc nhóm Love Out Loud Fan Fest 2024.  Vào ngày 31 tháng 8 và ngày 1 tháng 9 năm 2024, Gemini và Fourth đã tổ chức buổi hòa nhạc Run the World Concert tại Impact Arena , thể hiện nhiều khả năng của họ, bao gồm ca hát, nhảy múa và nhào lộn trên dây thừng. GMMTV thông báo rằng bộ đôi này sẽ bắt đầu chuyến lưu diễn Run the World Asia Tour.
Vào tháng 11 năm 2024, tại buổi họp báo RIDING THE WAVE của GMMTV 2025 , người ta đã thông báo rằng Fourth và Gemini sẽ đóng vai chính trong loạt phim sắp tới Ticket to Heaven. Với kịch bản gốc, phim sẽ khắc họa một chàng trai trẻ trong một chủng viện Công giáo, người khám phá xung đột nội tâm giữa khuynh hướng tình dục, đức tin và tôn giáo của mình.
Vào tháng 1 năm 2025, có thông báo rằng Fourth sẽ đóng cùng Yorch Yongsin trong bộ phim kinh dị sắp tới กฤษดาพาราไดซ์ Kijsada Paradise, do Mike Phontharis Chotkijsadarsopon đạo diễn.

### Các dự án cá nhân
Vào tháng 2 năm 2023, Fourth đã mạo hiểm khởi nghiệp với dòng quần áo của riêng mình, Numone.

## Danh sách đĩa nhạc

### Đơn

#### Nghệ sĩ chính
| Năm  | Tên                              |
| ---- | -------------------------------- |
| 2023 | "อยู่เฉย ๆ ก็น่ารัก (Please Be Mine)" |
| 2024 | "เทคะแนน (Candidate)"            |
| 2024 | "ง้อ (Alright)"                   |
| 2025 | "ซึมซับ (Doubtless)"               |

#### Hợp tác
| Năm  | Tên | Ghi chú                     |
| ---- | --- | --------------------------- |
| 2023 | "เขินให้หน่อย (You're Blushing?)" (với Gemini Norawit)                                                                                              |                             |
| 2023 | "กอด กอด (Hugs)" (với Off, Gun, Tay, New, Pond, Phuwin, Gemini, Perth, Chimon)                                                                   |                             |
| 2024 | "You're My Treasure" (với Earth, Mix, Pond, Phuwin, First, Khaotung, Joong, Dunk, Gemini, Perth, Chimon, Force, Book, Jimmy, Sea, Winny, Satang) | Love Out Loud Fan Fest 2024 |
| 2025 | "จองตั๋วแล้วจองตัวเธอด้วยได้ปะ (Love Ticket)" (với Tay, Nanon, Gemini)                                                                                 | SF Super Friends            |

#### Nhạc phim
| Năm  | Tên                                                                              | Album                                  | Ghi chú                                     | Chú thích |
| ---- | -------------------------------------------------------------------------------- | -------------------------------------- | ------------------------------------------- | --------- |
| 2022 | "อยากร้องดังดัง" (Cover) (với Ford Arun)                                            | My School President OST                |                                             | [ 8 ]     |
| 2022 | "น้ำลาย" (Cover) (với Ford Arun)                                                  | My School President OST                |                                             | [ 9 ]     |
| 2022 | "ข้างกัน" (City)" (Cover) (với Gemini Norawit)                                     | My School President OST                |                                             | [ 10 ]    |
| 2022 | "ไหล่เธอ (You've Got Ma Back)" (với Ford, Satang, Winny)                          | My School President OST                |                                             | [ 11 ]    |
| 2023 | "ฟัง" (Cover) (với Ford, Satang, Winny, feat. Lookwa Pijika)                      | My School President OST                |                                             | [ 12 ]    |
| 2023 | "เพื่อนเล่นไม่เล่นเพื่อน (Just Being Friendly)" (Cover)                                 | My School President OST                | Tập 6 (với Ford, Satang) Tập 8 (chính mình) | [ 13 ]    |
| 2023 | "ง้อว (Smile Please)" (với Gemini, Ford, Satang, Winny, Mark, Captain, Prom)      | My School President OST                |                                             | [ 14 ]    |
| 2023 | พูดได้ไหม (Let Me Tell You)                                                        | My School President OST                |                                             | [ 15 ]    |
| 2023 | "รักษา (Healing)" (với Gemini, Ford, Satang)                                      | My School President OST                |                                             | [ 16 ]    |
| 2023 | "ก้อนหินกับดวงดาว (Rock & Star)"                                                    | My School President OST                |                                             | [ 17 ]    |
| 2023 | "แค่ครั้งเดียว (Once Upon a Time)" (với Gemini, Ford, Satang)                        | My School President OST                |                                             | [ 18 ]    |
| 2023 | "The Moon Represents My Heart" (Cover) (với Earth, Mix, First, Khaotung, Gemini) | Midnight Series: Moonlight Chicken OST |                                             | [ 19 ]    |
| 2023 | "รักคู่ขนาน (Multi-Love)" (với Gemini, Winny, Satang, Mark, Ford)                   | Our Skyy 2 OST                         |                                             |           |
| 2024 | "ลบยัง (Re-Move On)" (với Gemini Norawit)                                         | My Love Mix-Up! OST                    |                                             |           |
| 2024 | "ว้าวุ่นเลย (Whenever I See You)"                                                   | My Love Mix-Up! OST                    |                                             |           |
| 2024 | "ใครคนนั้น (Among Many People)"                                                    | My Love Mix-Up! OST                    |                                             |           |
| 2024 | "ดั่งวาดฝันเสมอมา (It's You)" (với Gemini Norawit)                                  | My Love Mix-Up! OST                    |                                             |           |

## Danh sách phim đã đóng

### Phim truyền hình
| Năm              | Tên                                | Nhân vật                     | Kênh           | Ghi chú                       | Chú thích |
| ---------------- | ---------------------------------- | ---------------------------- | -------------- | ----------------------------- | --------- |
| 2021             | F4 Thailand: Boys Over Flowers     | Glakao                       | GMM 25         | Vai trò hỗ trợ                | [ 4 ]     |
| 2021             | Bad Buddy Series                   | Học sinh                     | GMM 25         | Vai khách mời (Tập 10)        |           |
| 2022             | My School President                | "Gun" Guntaphon Wongwitthaya | GMM 25         | Vai trò chính                 | [ 5 ]     |
| 2023             | Midnight Series: Moonlight Chicken | Li Ming                      | Disney+ GMM 25 | Vai trò hỗ trợ                | [ 6 ]     |
| 2023             | Our Skyy 2                         | "Gun" Guntaphon Wongwitthaya | GMM 25         | Tập 9–10, My School President | [ 7 ]     |
| 2024             | My Love Mix-Up                     | "Atom" Achira Sophonpatima   | GMM 25         | Vai trò chính                 |           |
| Sẽ thông báo sau | Scarlet Heart Thailand             |                              |                |                               |           |
| Sẽ thông báo sau | Ticket to Heaven                   | Tanrak                       |                | Vai trò chính                 |           |

### Chương trình truyền hình
| Năm  | Tên                                                  | Kênh              | Ghi chú                       | Chú thích            |
| ---- | ---------------------------------------------------- | ----------------- | ----------------------------- | -------------------- |
| 2019 | Thailand School Star 2019                            | GMMTV             |                               | [ 3 ]                |
| 2019 | Tred Tray Fest with Tay Tawan                        | GMMTV             | Tập 13                        | [ 20 ]               |
| 2020 | STEAM Gen เกมวัดกึ๋น                                    | ALTV              | 25 tháng 9 năm 2020           |                      |
| 2021 | เจนจัด ก๊อตจิก UP LEVEL Special                         | GMMTV             | 31 tháng 10 năm 2021          | [ 21 ]               |
| 2021 | Talk with Toeys - โคตร ซ่อน แอบ!                      | GMM 25            | Tập 34                        |                      |
| 2022 | รุ่นนี้ต้องรอด Young Survivors                            | GMMTV             | Tập 1                         | [ 22 ]               |
| 2022 | EMS Earth-Mix Space                                  | GMMTV             | Tập 19                        | [ 23 ]               |
| 2022 | Safe House Season 4                                  | GMMTV             |                               | [ 24 ]               |
| 2022 | Arm Share                                            | GMMTV             | Tập 108, 113, 115             | [ 25 ] [ 26 ] [ 27 ] |
| 2022 | School Rangers                                       | GMM 25            | Tập 242–244                   | [ 28 ] [ 29 ] [ 30 ] |
| 2022 | Sound Check                                          | One 31            | Tập 193                       |                      |
| 2023 | Project Alpha Special                                | GMM 25            |                               | [ 31 ]               |
| 2023 | LittleBIGworld with Pond Phuwin                      | GMMTV             | Tập                           | [ 32 ]               |
| 2023 | OffGun Fun Night                                     | GMMTV             | Special 9                     |                      |
| 2023 | School Rangers                                       | GMM 25            | Tập 255-257, 261              |                      |
| 2023 | EMS Earth-Mix Space SS2                              | GMMTV             | Tập 4                         |                      |
| 2023 | คู่มันส์ Fun Day                                         | True4U            | 5 tháng 3 năm 2023            |                      |
| 2023 | Once Upon a Time with Tay Tawan by Lactasoy          | GMMTV             | Tập 8                         |                      |
| 2023 | The Wall Song                                        | Workpoint TV      | Tập 139                       | [ 33 ]               |
| 2023 | คุณพระช่วย Khun Pra Chuay                              | Workpoint TV      | 14 tháng 5 năm 2023           |                      |
| 2023 | เปรี้ยวปาก Preawpak                                    | Channel 3         | Tập 183 (17 tháng 6 năm 2023) |                      |
| 2023 | Talk with Toeys                                      | GMM 25            | Tập 114                       |                      |
| 2023 | Missionทำด้วยใจ – Mission Done with Heart             | GMMTV             | Tập 1–4, 6, 10                |                      |
| 2023 | A Free Meal Chance – May Pepsi Treat You?            | GMMTV             |                               |                      |
| 2023 | Arm Share                                            | GMMTV             | Tập 130                       |                      |
| 2023 | I Can See Your Voice Thailand                        | Workpoint TV      | Phần 6, Tập 15                |                      |
| 2023 | โตมาเป็น Grow Up to Be                                | One Playground    | Tập 2                         |                      |
| 2023 | TayNew Meal Date                                     | GMMTV             | Tập Special 16                |                      |
| 2023 | กระหายเล่า Krahai Lao                                 | GMMTV             | Special 2                     |                      |
| 2024 | Wow Match! ทีมพ่อวัลลภ vs ทีม GMMTV ALL STAR             | GMMTV             |                               |                      |
| 2024 | The Wall Song                                        | Workpoint TV      | Tập 186                       |                      |
| 2024 | Pepsi Friend Feast Guide with Gemini-Fourth          | GMMTV             |                               |                      |
| 2024 | Arm Share                                            | GMMTV             | Tập 152, 155, 169             |                      |
| 2024 | Piano & i                                            | TorBright Channel | Tập 88                        |                      |
| 2024 | Chairs to Share                                      | The Standard Pop  | Tập 38                        |                      |
| 2024 | Talk with Toeys                                      | GMM 25            | Tập 162                       |                      |
| 2024 | Brand's Brain Camp                                   | GMMTV             |                               |                      |
| 2024 | EMS Earth-Mix Space Special                          | GMMTV             | Tập 2                         |                      |
| 2024 | School Rangers                                       | GMM 25            | Tập 25, 30–31                 |                      |
| 2024 | High Season แคมป์ซ่าฮาทุกฤดู Season 2 Rainy              | One 31, GMMTV     | Tập 2–4                       |                      |
| 2024 | Thailand Music Countdown                             | Channel 3         | Tập 20                        |                      |
| 2024 | T-Pop Stage Show                                     | Workpoint TV      | 17 tháng 10 năm 2024          |                      |
| 2025 | The Mask Soulmate                                    | Workpoint TV      | Tập 5, 9                      |                      |
| 2025 | The Unexpected Trip ไปไม่หวัง ปังไม่ไหว by Nivea         | GMMTV             |                               |                      |
| 2025 | Pepsi Friend Feast Guide with Gemini-Fourth Season 2 | GMMTV             |                               |                      |
| 2025 | Sound Check 2025                                     | One 31            | Tập 6                         |                      |

### Phim ảnh
| Năm  | Tên                           | Vai trò |
| ---- | ----------------------------- | ------- |
| 2023 | อวสานเนตรนารี Nednari          | Tae     |
| 2025 | กฤษดาพาราไดซ์ Kijsada Paradise |         |

### Xuất hiện trong video ca nhạc
| Năm  | Tên      | Nghệ sĩ           |
| ---- | -------- | ----------------- |
| 2024 | "OH MY!" | Achiraya Nitibhon |

### Phim bộ trên web
| Năm  | Tên                                     | Vai trò | Ghi chú         |
| ---- | --------------------------------------- | ------- | --------------- |
| 2025 | The Racing Track เพราะเรา... สนามนี้ไม่มีแพ้ | Vệ sĩ   | Friends of Grab |

## Buổi hòa nhạc
| Năm  | Ngày                 | Tên                                           | Địa điểm                                     | Ghi chú                    | Tham khảo |
| ---- | -------------------- | --------------------------------------------- | -------------------------------------------- | -------------------------- | --------- |
| 2023 | 18–19 tháng 3        | My School President Prom Night Live On Stage  | Union Hall, Union Mall                       |                            | [ 34 ]    |
| 2023 | 24–25 tháng 6        | Love Out Loud Fan Fest 2023: LOVOLUTION       | Royal Paragon Hall                           |                            |           |
| 2023 | 26–27 tháng 8        | Gemini Fourth My Turn Concert                 | Impact Area                                  |                            |           |
| 2023 | 9 tháng 10           | GMMTV Fan Fest 2023 Live in Japan             | Pia Arena MM                                 |                            |           |
| 2023 | 10 tháng 12          | Big Mountain Music Festival 2023              | The Ocean Khao Yai, Nakhon Ratchasima        |                            |           |
| 2023 | 16 tháng 12          | GMMTV Musicon in Jakarta                      | Grand Ballroom, Pullman Jakarta Central Park |                            |           |
| 2024 | 25 tháng 2           | GMMTV Happy Weekend                           | Tachikawa Stage Garden, Tokyo                |                            |           |
| 2024 | 20 tháng 4           | BABII 24/7 CONCERT                            | Union Hall, Union Mall                       | Sự xuất hiện của khách mời |           |
| 2024 | 18–19 tháng 5        | Love Out Loud Fan Fest 2024: The Love Pirates | Impact Area                                  |                            |           |
| 2024 | 31 tháng 8–1 tháng 9 | Gemini Fourth Run the World Concert           | Impact Area                                  |                            |           |
| 2024 | 5 tháng 10           | GMMTV Musicon in Cambodia                     | Naba Theatre, NagaWorld2, Phnom Penh         |                            |           |
| 2024 | 19 tháng 10          | Gemini Fourth Run the World Asia Tour         | Hoa Binh Theater, Ho Chi Minh City           |                            |           |
| 2024 | 9 tháng 11           | Gemini Fourth Run the World Asia Tour         | Taipei International Convention Center       |                            |           |
| 2024 | 8 tháng 12           | Big Mountain Music Festival 2024              | The Ocean Khao Yai, Nakhon Ratchasima        |                            |           |
| 2025 | 5 tháng 1            | GMMTV Musicon in Nanning                      | Guangxi Sports Center Gymnasium              |                            |           |
| 2025 | 13 tháng 1           | GMMTV Fan Fest 2025 Live in Japan             | Tokyo Garden Theater                         |                            |           |
| 2025 | 25 tháng 1           | Gemini Fourth Run the World Asia Tour         | SM Sky Dome, SM North EDSA                   |                            |           |
| 2025 | 8 tháng 3            | Gemini Fourth Run the World Asia Tour         | The Theatre at Mediacorp, Singapore          |                            |           |
| 2025 | 30 tháng 3           | Gemini Fourth Run the World Asia Tour         | Broadway Theatre, Broadway Macau             |                            |           |
| 2025 | 2 tháng 4            | Gemini Fourth First US Tour                   | Miramar Cultural Center, Miramar, Florida    |                            |           |
| 2025 | 4 tháng 4            | Gemini Fourth First US Tour                   | SVA Theatre, New York City                   |                            |           |
| 2025 | 9 tháng 4            | Gemini Fourth 1st Fan Meeting in Mexico       | Teatro Metropólitan, Mexico City             |                            |           |
| 2025 | 17–18 tháng 5        | Love Out Loud Fan Fest 2025: Lovemosphere     | Impact Area                                  |                            |           |
| 2025 | 29 tháng 6           | Gemini Fourth Run the World Asia Tour         | Osaka                                        |                            |           |
| 2025 | 18 tháng 10          | Gemini Fourth Fan Meeting in Denver           | Ogden Theatre, Denver                        |                            |           |

## Giải thưởng và đề cử
| Năm  | Giải thưởng                        | Hạng mục                                  | Tác phẩm được đề cử                | Kết quả   | Chú thích     |
| ---- | ---------------------------------- | ----------------------------------------- | ---------------------------------- | --------- | ------------- |
| 2023 | Golden Kinnaree Awards             | Popular Couple Artists                    | My School President                | Đoạt giải | [ 35 ]        |
| 2023 | Thailand Master Youth 2022–2023    | Youth's Favorite Actor                    |                                    | Đoạt giải |               |
| 2023 | KAZZ Awards 2023                   | Hottest Artist Award                      |                                    | Đoạt giải | [ 36 ] [ 37 ] |
| 2023 | KAZZ Awards 2023                   | Most Trending On Social Media             | My School President                | Đoạt giải |               |
| 2023 | Mint Awards 2023                   | Breakthrough Cast of The Year             | My School President                | Đoạt giải |               |
| 2023 | Mint Awards 2023                   | Entertainment Program of The Year         | My School President                | Đoạt giải |               |
| 2023 | FEED Y Capital Awards 2023         | Y Couple of the Year                      |                                    | Đoạt giải |               |
| 2023 | HOWE Awards 2023                   | The 50 Influential People 2023            |                                    | Đoạt giải |               |
| 2023 | Mellow Pop                         | Music Popular Vote (tháng 10)             | "อยู่เฉยๆก็น่ารัก (Please Be Mine)"     | Đoạt giải |               |
| 2023 | Y Universe Awards 2023             | The Best Leading Role                     | My School President                | Đoạt giải |               |
| 2023 | GQ Men of the Year 2023            | Breakthrough Actors                       |                                    | Đoạt giải |               |
| 2023 | SANOOK สุดจัด 2023                   | Rising Star of the Year                   |                                    | Đoạt giải |               |
| 2024 | 33rd Seoul Music Awards            | Thai Best Artist                          |                                    | Đoạt giải |               |
| 2024 | 28th Asian Television Awards       | Best Theme Song                           | "The Moon Represents My Heart"     | Đề cử     |               |
| 2024 | TOTY Music Awards                  | Best Rookie                               | "อยู่เฉยๆก็น่ารัก (Please Be Mine)"     | Đề cử     |               |
| 2024 | KAZZ Awards 2024                   | Num Wai Sai 2023 (1st place)              |                                    | Đoạt giải |               |
| 2024 | 20th Kom Chad Luek Awards          | Best New Artist                           |                                    | Đề cử     |               |
| 2024 | 20th Kom Chad Luek Awards          | Outstanding Rising Star                   | Midnight Series: Moonlight Chicken | Đoạt giải |               |
| 2024 | 20th Kom Chad Luek Awards          | Popular Couple                            |                                    | Đề cử     |               |
| 2024 | 20th Kom Chad Luek Awards          | Popular Male Actor                        |                                    | Đề cử     |               |
| 2024 | Asian Academy Creative Awards 2024 | Best Theme Song or Title Theme (Thailand) | "ลบยัง (Re-Move On)"                | Đoạt giải |               |
| 2024 | HOWE Awards 2024                   | Shining Male Award                        | My School President                | Đoạt giải |               |
| 2024 | HOWE Awards 2024                   | The Best Couple Award                     |                                    | Đề cử     |               |
| 2024 | 29th Asian Television Awards       | Best Music Video                          | "เทคะแนน (Candidate)"              | Đoạt giải |               |
| 2024 | Y Entertain Awards 2024            | Best Series OST of the Year               | "ลบยัง (Re-Move On)"                | Đoạt giải |               |
| 2024 | Y Entertain Awards 2024            | Y Couple of the Year                      |                                    | Đề cử     |               |
| 2024 | Y Universe Awards 2024             | Best Series Soundtrack                    | "ลบยัง (Re-Move On)"                | Đoạt giải |               |
| 2024 | Asia Artist Awards 2024            | Thai Star Award                           |                                    | Đoạt giải |               |
| 2025 | Line Stickers Awards 2024          | Best Couple Stickers                      | Gemini Fourth 2                    | Đoạt giải |               |
| 2025 | TOTY Music Awards                  | POPular OST of the Year                   | "ลบยัง (Re-Move On)"                | Đề cử     |               |
| 2025 | Superstar Idol Awards 2025         | Best Y Actor                              | My Love Mix-Up!                    | Đoạt giải |               |
| 2025 | 21st Kom Chad Luek Awards          | Popular Male Actor                        |                                    | Đề cử     |               |
| 2025 | 21st Kom Chad Luek Awards          | Popular Y Couple                          |                                    | Đề cử     |               |